# Avant-port
Pour un article plus général, voir Port.

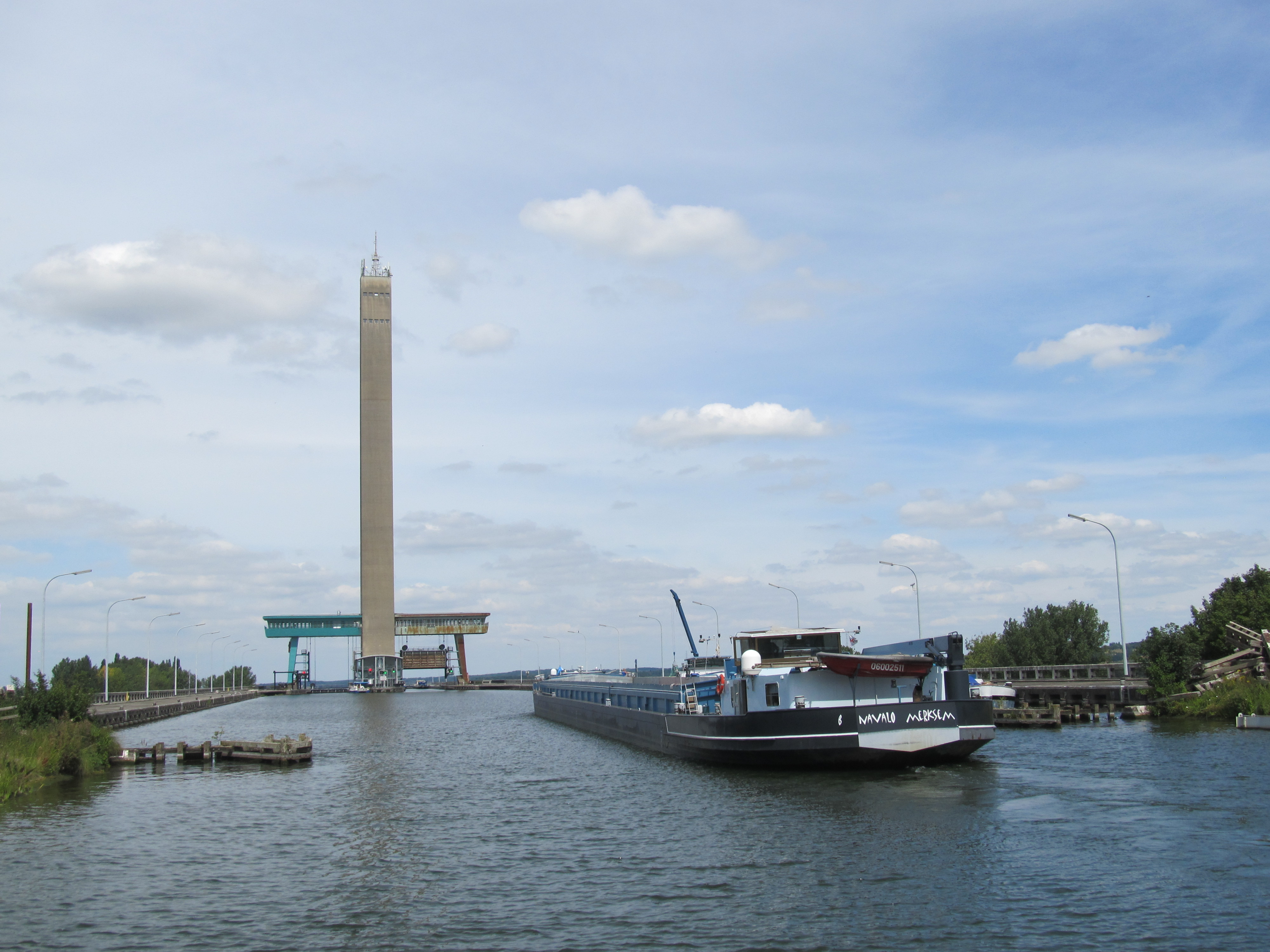
Un bateau dans un avant-port.

Un avant-port est un port implanté en aval du port traditionnel afin de bénéficier de conditions nautiques mieux adaptées à l'accueil des navires modernes (port en eau profonde, accessible à des navires à plus fort tirant d'eau ; bassins plus larges permettant une meilleure manœuvrabilité, quais plus longs pour pouvoir charger, décharger et stocker les marchandises, place disponible pour l'implantation de zones industrialo-portuaires.
Les avant-ports sont initialement et restent parfois de simples annexes du port traditionnel, dans le cadre d'une "marche vers la mer" des équipements portuaires modernes : c'est le cas par exemple d'Europoort, avant-port de Rotterdam sur la Nieuwe Waterweg ou de Donges et Saint-Nazaire, avant-ports de Nantes au sein de Port-Atlantique. Les nouveaux terminaux portuaires du port d'Anvers s'échelonnent en aval de la ville d'Anvers sur les deux rives de l'Escaut ; le port de Marseille a développé des avant-ports à l'ouest de la ville, le long de l'Étang de Berre et du golfe de Fos-sur-Mer ; etc.
Les avant-ports peuvent rester de simples annexes portuaires comme Le Verdon pour Bordeaux ou Bremerhaven pour Brême; ils peuvent aussi devenir des ports distincts et dépasser en importance le port traditionnel comme Le Havre, au départ simple avant-port de Rouen, devenu désormais le port le plus important à l'embouchure de la Seine.